# Wyścig Tatrzański 1927

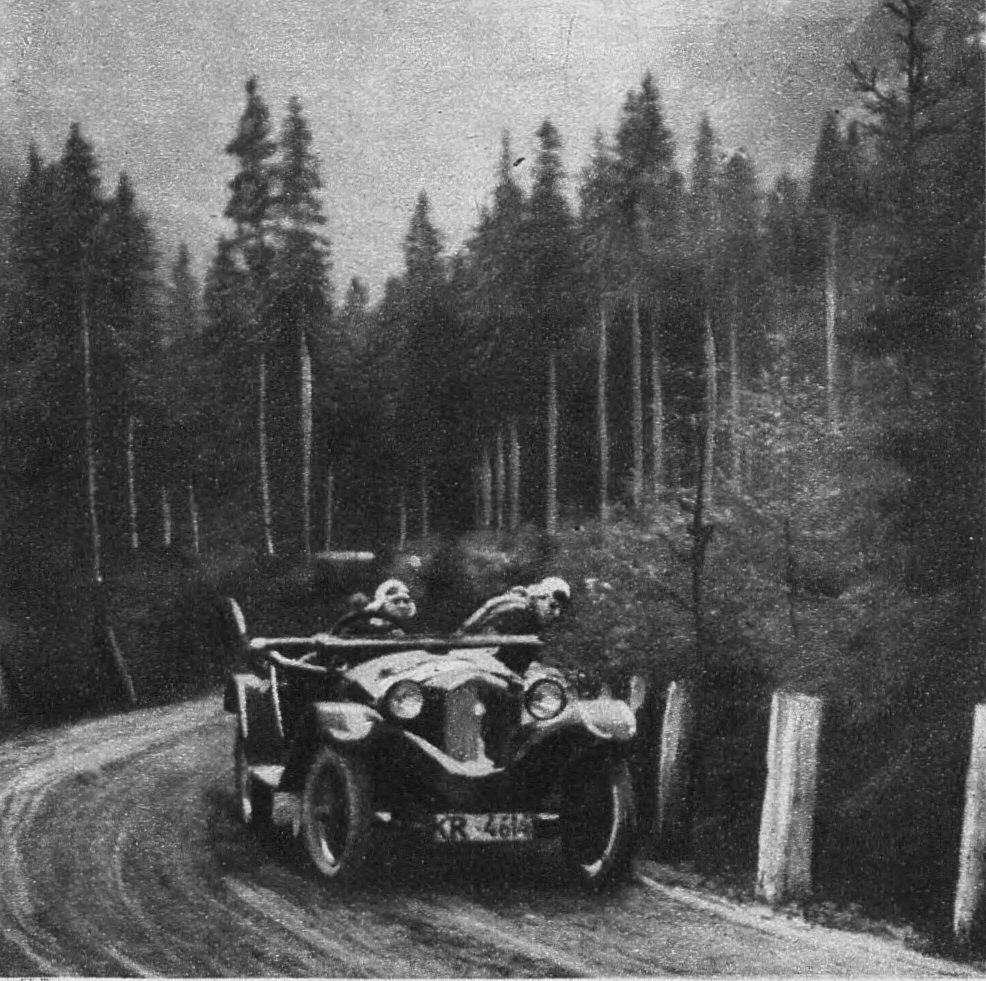
Wyścig Tatrzański – Hanka Schielowa na samochodzie Tatra

Wyścig Tatrzański – samochodowo-motocyklowy wyścig górski zorganizowany w Polsce 14 sierpnia 1927 roku na trasie długości 7,5 km między Łysą Polaną a Morskim Okiem; pierwszy z serii Wyścigów Tatrzańskich i pierwszy polski wyścig górski. Sklasyfikowano 19 samochodów i 11 motocykli, w klasyfikacji ogólnej zwyciężył Henryk Liefeldt na samochodzie wyścigowym Austro-Daimler.

## Organizacja

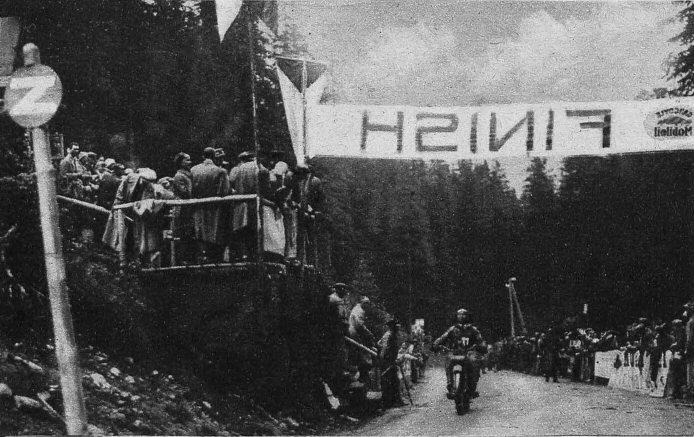
Finiszujący motocyklista

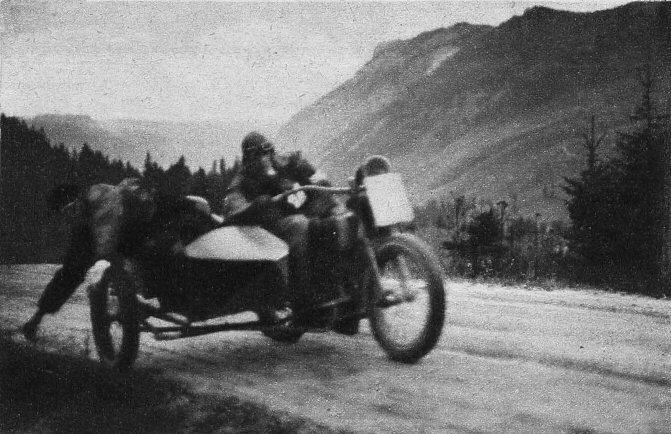
Motocykl z wózkiem na trasie wyścigu

Wyścig Tatrzański w 1927 roku był pierwszym w Polsce wyścigiem górskim. Pomysłodawcą i organizatorem wyścigu oraz twórcą regulaminu był Krakowski Klub Automobilowy (K.K.A). Rozegrano go na fragmencie szosy Zakopane – Morskie Oko (drogi Oswalda Balzera) o długości 7,5 km, ze startem przy 21 km i metą przy 28,5 km od Zakopanego. Do udziału dopuszczono samochody turystyczne, wyścigowe i motocykle (solo i z wózkami), podzielone na kategorie pod względem pojemności silnika. Samochody turystyczne musiały być „normalnego typu katalogowego” i być wyposażone m.in. w sztywne błotniki, dach – „budę z materiału nieprzemakalnego” i szybę przednią. Obsada musiała odpowiadać liczbie miejsc w samochodzie, względnie nieobsadzone miejsca miały być wypełnione balastem. W przypadku samochodów określony był minimalny czas jazdy (samochody turystyczne: od 11 do 19 minut, zależnie od kategorii, samochody wyścigowe: od 9 do 13 minut).
Zgłosiło się około 50 zawodników, lecz nie wszyscy wzięli udział w wyścigu. Zgłosiło się także kilku zawodników zagranicznych, jak Niemiec Ernst von Wentzel-Mosau i Szwajcar (mieszkający w Polsce) dr Robert Vetterli. Najliczniejszym modelem samochodu był turystyczny Austro-Daimler ADM o pojemności silnika 2994 cm³ i mocy 100 KM, na których jechali zawodnicy Adam Potocki, Bitschan, Szwarcsztajn i Albinowski. Do przyznania było 8 nagród dla motocykli i 24 dla samochodów. 

## Przebieg

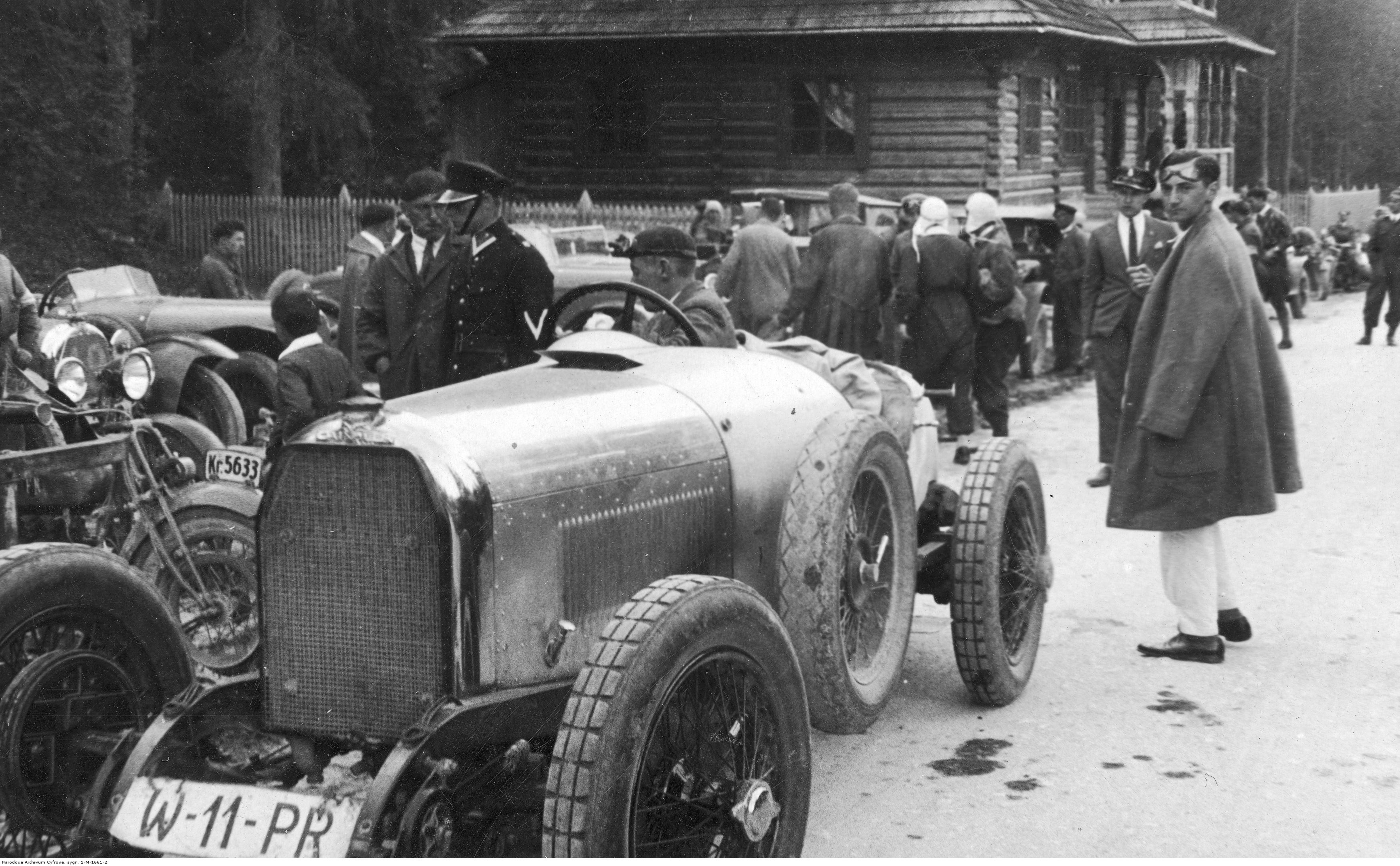
Zwycięzca Wyścigu Tatrzańskiego w 1927 – Henryk Liefeldt w wyścigowym Austro-Daimlerze

Wyścig rozegrano 14 sierpnia 1927 roku. Same zawody rozpoczęły się z opóźnieniem z uwagi na złą organizację dowozu widzów autobusami Zakopiańskiej Spółki Samochodowej. Zawodnicy startowali pojedynczo, od motocykli przez samochody turystyczne do samochodów wyścigowych. Warunki były utrudnione przez deszcz padający tego dnia, który powodował, że trasa była śliska. Sklasyfikowano 11 motocykli i 19 samochodów, w tym tylko dwa wyścigowe. Siódmy startujący zawodnik Gabryś na motocyklu Harley-Davidson przewrócił się na przedostatnim wirażu, lecz ukończył wyścig.  Pasażer Tadeusza Rudawskiego, startującego jako czternasty motocyklem Indian z wózkiem bocznym, wychylił się  i wypadł na zakręcie, raniąc się w twarz, przez co nie ukończyli oni wyścigu. Zawodnik Krauze rozbił natomiast swój samochód Rolland-Pilain na barierce. Wśród sklasyfikowanych zawodników były dwie kobiety: Hanka Schielowa na Tatrze i Janina Wrońska na motocyklu BSA z wózkiem.
Najlepszy czas ogółem (6 min 48,6 s) uzyskał Henryk Liefeldt na wyścigowym samochodzie Austro-Daimler, zdobywając między innymi trzy nagrody przechodnie: Automobilklubu Polskiego za najlepszy czas dnia, Miasta Krakowa za najlepszy czas samochodu wyścigowego, oraz firmy Bosch za najlepszy czas dnia osiągnięty na świecach tej firmy. Drugi wynik – i zarazem najlepszy dla samochodów turystycznych, uzyskał niemiecki zawodnik von Wentzel-Mosau na Mercedesie z silnikiem 7 l, zdobywając m.in. nagrodę przechodnią K.K.A. za najlepszy czas samochodu turystycznego (7 min 2 s). Kolejne czasy osiągnęli: Stanisław Szwarcsztajn (Austro-Daimler, 7 min 40 s), Szwajcar Robert Vetterli (Bugatti 1,4 l z kompresorem, 7 min 44,4 s) i Jan Ripper (Lancia, 7 min 45,2 s) – wszyscy na samochodach turystycznych. Z uwagi na dużą liczbę nagród, oprócz zwycięzców poszczególnych kategorii otrzymywali je też zawodnicy z niektórych dalszych miejsc. Hanka Schielowa zwyciężyła w swojej kategorii i zdobyła też nagrodę fundowaną przez Jerzego Judkiewicza, jako jedyna kobieta w kategorii samochodowej.

## Wyniki
| Klasyfikacja ogólna:                      | Klasyfikacja ogólna: | Klasyfikacja ogólna:    | Klasyfikacja ogólna: | Klasyfikacja ogólna: | Klasyfikacja ogólna: |
| ----------------------------------------- | -------------------- | ----------------------- | -------------------- | -------------------- | -------------------- |
| Klasa, pojemność silnika                  | M-ce                 | Kierowca                | Samochód             | Czas                 | Prędkość średnia     |
| Samochody turystyczne (C) i wyścigowe (D) |                      |                         |                      |                      |                      |
| D 2994 cm³                                | 1.                   | Henryk Liefeldt         | Austro-Daimler       | 6 min 48,6 s         | 66,176 km/h          |
| C 7000 cm³                                | 2.                   | Ernst von Wentzel-Mosau | Mercedes-Benz        | 7 min 2 s            | 63,981 km/h          |
| C 2994 cm³                                | 3.                   | Stanisław Szwarcsztajn  | Austro-Daimler ADM   | 7 min 40 s           | 58,769 km/h          |
| C 1500 cm³                                | 4.                   | Robert Vetterli         | Bugatti              | 7 min 44,4 s         | 58,141 km/h          |
| C 2370 cm³                                | 5.                   | Jan Ripper              | Lancia               | 7 min 45,2 s         | 58,064 km/h          |
| C 2994 cm³                                | 6.                   | Paweł Bitschan          | Austro-Daimler ADM   | 7 min 51,2           | bd.                  |
| C 2994 cm³                                | 7.                   | Adam Potocki            | Austro-Daimler ADM   | 7 min 51,6 s         | bd.                  |
| D 990 cm³                                 | 8.                   | Kapliński               | Fiat 509             | 7 min 59,4 s         | bd.                  |
| C 3600 cm³                                | 9.                   | Zakrzeński              | Chrysler             | 8 min 24,8 s         | 58,064 km/h          |
| C 1530 cm³                                | 10.                  | Bronisław Frühling      | Steyr                | 8 min 31,4 s         | bd.                  |
| C 2994 cm³                                | 11.                  | Albinowski              | Austro-Daimler ADM   | 8 min 56 s           | bd.                  |
| C 6800 cm³                                | 12.                  | Muentz                  | Cadillac             | 9 min 18 s           | bd.                  |
| C 990 cm³                                 | 13.                  | Kirszyn (a. Kirschner)  | Fiat 509             | 10 min 4,6 s         | 44,659 km/h          |
| C 1490 cm³                                | 14.                  | Romer (a. Rommer)       | Fiat 503             | 10 min 28 s          | bd.                  |
| C 1500 cm³                                | 15.                  | Kirszyn (a. Kirschner)  | Fiat                 | 10 min 37 s          | bd.                  |
| C 1340 cm³                                | 16.                  | Bukowiecki              | Fiat                 | 10 min 56,4 s        | bd.                  |
| C 1000 cm³                                | 17.                  | Hanka Schielowa         | Tatra                | 12 min 0,8 s         | 37,229 km/h          |
| C 1000 cm³                                | 18.                  | Adam Dygat              | Tatra                | 12 min 15,4 s        | bd.                  |
| C 1000 cm³                                | 19.                  | Tadeusz Koziański       | Tatra                | 12 min 22,2 s        | bd.                  |
| Motocykle (A):                            |                      |                         |                      |                      |                      |
| 1000 cm³                                  | 1.                   | Miśkiewicz              | Harley-Davidson      | 8 min 54 s           | 50,562 km/h          |
| 1000 cm³                                  | 2.                   | Naormiakowski           | Harley-Davidson      | 9 min 3 s            | bd.                  |
| 1000 cm³                                  | 3.                   | Gabryś                  | Harley-Davidson      | 9 min 27 s           | bd.                  |
| 350 cm³                                   | 4.                   | Kustanowicz             | FN                   | 9 min 40 s           | bd.                  |
| 350 cm³                                   | 5.                   | Lityński                | AJS                  | 9 min 44 s           | bd.                  |
| bd.                                       | 6.                   | Łysek                   | Motosacoche          | 9 min 58 s           | bd.                  |
| 500 cm³                                   | 7.                   | Stiller                 | Motosacoche          | 10 min 27 s          | bd.                  |
| 350 cm³                                   | 8.                   | Gargul                  | AJS                  | 13 min 51 s          | bd.                  |
| Motocykle z wózkami (B):                  |                      |                         |                      |                      |                      |
| 1000 cm³                                  | 1.                   | Zagórowski              | Indian               | 10 min 6 s           | 44,554 km/h          |
| 350 cm³                                   | 2.                   | Zandowski               | FN                   | 10 min 28 s          | bd.                  |
| 350 cm³                                   | 3.                   | Janina Wrońska          | BSA                  | 13 min 15 s          | bd.                  |

## Odbiór
Pierwszy Wyścig Tatrzański był imprezą pionierską i borykał się z niedociągnięciami, jak zła organizacja dowozu widzów z Zakopanego i wadliwe działanie służby mierzącej czas, która zmieniała podawane wyniki aż do ich ostatecznego ustalenia w Warszawie, niemniej zawody zostały entuzjastycznie ocenione w ówczesnej prasie. Krakowski Klub Automobilowy zyskał pochwały za wzorową organizację leżącą po jego stronie. „Przegląd Samochodowy i Motocyklowy” określił go wręcz jako pierwszą w Polsce prawdziwą imprezę sportową z zakresu automobilizmu na skalę europejską. Z uwagi na powodzenie imprezy, zdecydowano przeprowadzić ją też w roku kolejnym, już jako wyścig międzynarodowy.
Zawody częściowo transmitowało Polskie Radio, co stanowiło pionierskie przedsięwzięcie polskiej radiofonii, aczkolwiek transmisja trwała jedynie w godzinach od 13.30 do 15.30, nie obejmując całych przedłużających się zawodów – wynik został oceniony jako „średnio udany”, lecz prowadził do uzyskania doświadczeń na przyszłość. Na skutek niegroźnego wypadku samochodu ze sprzętem, nie doszło natomiast do zapowiadanej transmisji wieczornicy góralskiej z Zakopanego.